# Рікарду Арона
Ріка́рду Аро́на (порт. Ricardo Arona;  •  17 липня 1978, Нітерой, Ріо-де-Жанейро, Бразилія) — бразильський спортсмен, професійний греплер і боєць змішаного стилю. Триразовий чемпіон світу з греплінгу у напівважкій (2000–2001 роки) та вільній (2001 рік) ваговій категорії за версією ADCC. Чемпіон світу зі змішаних бойових мистецтв у середній ваговій категорії за версією FNR (2001–2002 роки). Чемпіон Гран-прі «Rings» у середній ваговій категорії (2001 рік). Віце-чемпіон Гран-прі «Pride» у напівважкій ваговій категорії (2005 рік).

## Спортивна кар'єра
Рікарду Арона провів успішну кар'єру у гібридних стилях боротьби. З юнацтва опановуючи навички національного мистецтва Бразилії, бразильського дзюдзюцу, Арона досягнув високого рівня майстерності, що згодом дозволило йому успішно виступати і в суміжних дисциплінах. Арона брав участь у регіональних чемпіонатах, а також у турнірах під егідою Міжнародної федерації бразильського дзюдзюцу, був переможцем і призером змагань за національну першість. Першим світовим досягненням Рікарду стала золота медаль на чемпіонаті світу 1998 року з бразильського дзюдзюцу серед фіолетових поясів, де він виступав у ваговій категорії від 81 до 87 кг. Через рік він повторив успіх у ваговій категорії від 87 до 93 кг, вже серед коричневих поясів. Протягом наступного року Арона був акредитований на чорний пояс, і у 2000 році взяв участь у черговому чемпіонаті світу, вперше серед майстрів, але у фінальному поєдинку поступився багаторазовому чемпіону світу Фабіу Ґуржелу, посівши друге місце.
В 2000 році Рікарду Арона перейшов у греплінг. На чемпіонаті світу в Абу-Дабі він миттєво став зіркою цього спорту, завоювавши золоту медаль з першої ж спроби, а в ході боротьби здолавши чемпіонів з різних бойових мистецтв: росіянина Каріма Баркалаєва (ADCC), американців Тіто Ортіса (UFC) та Джеффа Монсона (ADCC, IBJJF, FILA). У квітні того ж року, через місяць після успіху в Еміратах, Арона вперше виступив за правилами змішаних бойових мистецтв. Його дебют пройшов на турнірі федерації FNR, що на той час перебувала на піку свого розвитку і проводила змагання за участі світових зірок спорту. У двох перших боях Арона переміг чемпіона СРСР з самбо Андрія Копилова та рейтингового американського бійця Джеремі Горна. Після цього Арону включили у склад Гран-прі «King of Kings», де він програв перший бій майбутньому чемпіону і рекордсмену росіянину Федору Ємельяненко, спірним рішенням суддів.
У 2001 році Арона вже поєднував змагання з греплінгу з боями за правилами MMA. На черговому чемпіонаті світу за версією ADCC з греплінгу Арона виступив одразу в двох вагових категоріях — напівважкій (від 88 до 99 кг) та вільній. Завоювавши «золото» в обох, він оновив свій професійний рекорд перемогами над титулованими спортсменами: в числі інших йому поступилися український дзюдоїст, бронзовий призер Олімпійських ігор Руслан Машуренко; бразильський боєць змішаного стилю, майбутній чемпіон Strikeforce та IFC Ренату Сорбал; норвезький греплер, майбутній чемпіон ADCC Йон-Олав Айнемо; американський борець, чемпіон IBJJF Рікарду Алмейда; бразильські греплери, чемпіони ADCC Саулу Рібейру та Жан-Жак Машаду; бразильський боєць змішаного стилю, чемпіон UFC Вітор Белфорт. У другому півріччі Арона зосередився на MMA. Він взяв участь у Гран-прі «Rings», головною нагородою у якому був вакантний титул чемпіона у новоствореній ваговій категорії чемпіонату: до 90 кг. Здолавши рейтингових бійців організації, — Хіроміцу Канехару, Джеремі Горна (вдруге) та Ґуставу Машаду, — Арона завоював і кубок Гран-прі, і вакантний титул чемпіона світу зі змішаних бойових мистецтв. Наприкінці року Рікарду підписав угоду про виступи на турнірах популярного чемпіонату «Pride», де у вересні 2001 року переміг екс-чемпіона UFC Ґая Мезґера.
Наступний рік Арона провів вельми успішно, вигравши два поєдинки проти зірок чемпіонату — Дена Хендерсона, та Мурілу Руа. Обидві перемоги були здобуті ним за очками. Арона більше не брав участі у турнірах з боротьби, зосередившись на змішаних єдиноборствах. Лише раз, у 2003 році, він провів матч за правилами греплінгу проти багаторазового чемпіона світу Марка Керра, якого переміг. У 2004 році Арона провів поєдинок проти Квінтона Джексона, на той час — претендента на титул чемпіона світу. Цей бій завершився нокаутом, який довгий час вважався одним з найвидовищніших в історії: під час проведення задушливого прийому ногами (трикутне задушення) Арона знехтував страховкою від кидка (захопленням однієї з ніг суперника), що дозволило Квінтону Джексону підняти бійця над головою і різко кинути на настил рингу. Від удару головою Арона знепритомнів.
У 2005 році Рікарду Арона взяв участь у Гран-прі «Pride» у напівважкій вазі, де дійшов до фіналу, послідовно здолавши Діна Лістера, Кадзусі Сакурабу та чемпіона федерації — Вандерлея Сілву, який у рамках Гран-прі брав участь як регулярний боєць, і титулом не ризикував. У фіналі Арону нокаутував Маурісіу Руа. Щоб не зводити в бою одноклубників Руа та Сілву, адміністрація чемпіонату вирішила організувати титульний реванш між Сілвою та Ароною. Бій відбувся у новорічну ніч 2005 року, і завершився роздільним рішенням суддів на користь чинного чемпіона.
У 2006 році Арона зустрівся з майбутнім чемпіоном K-1 Алістаром Оверімом, примусивши того здатись під градом ударів. У 2007 році Арона сенсаційно програв малодосвідченому Рамо Тьєрі Сокоджу. У ці роки боєць виступав вкрай рідко, переслідуваний серією травм. Через це він залишив професійний спорт, провівши останній двобій у 2009 році. Травми і низька змагальна активність у ці роки завадили Ароні підписати угоду з чемпіонатом UFC, з яким він вів переговори.

## Спортивні досягнення

### Бразильське дзюдзюцу
|  |

|  |

|  |

### Греплінг
| Рік  | Місце проведення | Подія                         | Вагова категорія      | Місце |
| ---- | ---------------- | ----------------------------- | --------------------- | ----- |
| 2001 | Абу-Дабі, ОАЕ    | Чемпіонат світу (версія ADCC) | Вільна                |       |
| 2001 | Абу-Дабі, ОАЕ    | Чемпіонат світу (версія ADCC) | Напівважка (88-99 кг) |       |
| 2000 | Абу-Дабі, ОАЕ    | Чемпіонат світу (версія ADCC) | Напівважка (88-99 кг) |       |

## Спортивна статистика

### Змішані бойові мистецтва
| Результат | Противник          | Спосіб                               | Раунд | Час  | Дата              | Місце                    | Подія                                                          | Примітки |
| --------- | ------------------ | ------------------------------------ | ----- | ---- | ----------------- | ------------------------ | -------------------------------------------------------------- | --- |
| Перемога  | Марвін Істмен      | Рішення суддів (одностайне)          | 3     | 5:00 | 12 вересня 2009   | Ріо-де-Жанейро, Бразилія | «Bitetti Combat MMA 4»                                         | |
| Поразка   | Рамо Тьєрі Сокоджу | Нокаут (удар кулаком)                | 1     | 1:59 | 8 квітня 2007     | Сайтама, Японія          | «Pride 34»                                                     | |
| Перемога  | Алістар Оверім     | Підкорення (удари кулаками)          | 1     | 4:28 | 10 вересня 2006   | Сайтама, Японія          | «Pride Final Conflict Absolute»                                | |
| Поразка   | Вандерлей Сілва    | Рішення суддів (роздільне)           | 3     | 5:00 | 31 грудня 2005    | Сайтама, Японія          | «Pride Shockwave 2005»                                         | Бій за титул чемпіона світу у напівважкій ваговій категорії.                                                            |
| Поразка   | Маурісіу Руа       | Нокаут (удари кулаками)              | 1     | 2:54 | 28 серпня 2005    | Сайтама, Японія          | «Pride Final Conflict 2005» Гран-прі «Pride» (фінал)           | |
| Перемога  | Вандерлей Сілва    | Рішення суддів (одностайне)          | 2     | 5:00 | 28 серпня 2005    | Сайтама, Японія          | «Pride Final Conflict 2005» Гран-прі «Pride» (півфінал)        | |
| Перемога  | Кадзусі Сакураба   | Технічний нокаут (рішення кутового)  | 2     | 5:00 | 26 червня 2005    | Сайтама, Японія          | «Pride Critical Countdown 2005» Гран-прі «Pride» (чвертьфінал) | |
| Перемога  | Дін Лістер         | Рішення суддів (одностайне)          | 3     | 5:00 | 23 квітня 2005    | Осака, Японія            | «Pride Total Elimination 2005» Гран-прі «Pride» (відкриття)    | |
| Перемога  | Сергій Ігнатов     | Підкорення (задушення руками)        | 1     | 9:05 | 31 жовтня 2004    | Осака, Японія            | «Pride 28»                                                     | |
| Поразка   | Куінтон Джексон    | Нокаут (кидок)                       | 1     | 7:32 | 20 червня 2004    | Сайтама, Японія          | «Pride Critical Countdown 2004»                                | |
| Перемога  | Мурілу Руа         | Рішення суддів (одностайне)          | 3     | 5:00 | 24 листопада 2002 | Токіо, Японія            | «Pride 23»                                                     | |
| Перемога  | Ден Хендерсон      | Рішення суддів (роздільне)           | 3     | 5:00 | 28 квітня 2002    | Йокогама, Японія         | «Pride 20»                                                     | |
| Перемога  | Ґай Мезґер         | Рішення суддів (роздільне)           | 3     | 5:00 | 24 вересня 2001   | Осака, Японія            | «Pride 16»                                                     | |
| Перемога  | Ґуставу Машаду     | Технічний нокаут (удари кулаками)    | 1     | 1:29 | 11 серпня 2001    | Осака, Японія            | «Rings: 10th Anniversary» Гран-прі «Rings» (фінал)             | Виграв Гран-прі у напівважкій ваговій категорії. Виграв вакантний титул чемпіона світу у напівважкій ваговій категорії. |
| Перемога  | Джеремі Горн       | Рішення суддів (переважне)           | 2     | 5:00 | 11 серпня 2001    | Осака, Японія            | «Rings: 10th Anniversary» Гран-прі «Rings» (півфінал)          | |
| Перемога  | Хіроміцу Канехара  | Підкорення (больовий прийом на руку) | 2     | 0:53 | 15 червня 2001    | Йокогама, Японія         | «Rings: World Title Series 2»                                  | |
| Поразка   | Федір Ємельяненко  | Рішення суддів (одностайне)          | 3     | 5:00 | 22 грудня 2000    | Осака, Японія            | «Rings: King of Kings 2000 Block B»                            | |
| Перемога  | Джеремі Горн       | Рішення суддів (роздільне)           | 2     | 5:00 | 23 серпня 2000    | Осака, Японія            | «Rings: Millennium Combine 3»                                  | |
| Перемога  | Андрій Копилов     | Рішення суддів (одностайне)          | 2     | 5:00 | 20 квітня 2000    | Токіо, Японія            | «Rings: Millennium Combine 1»                                  | |

### Греплінг
| Результат | Противник         | Вага     | Спосіб                               | Час   | Дата                | Місце               | Подія                            | Примітки                                                     |
| --------- | ----------------- | -------- | ------------------------------------ | ----- | ------------------- | ------------------- | -------------------------------- | ------------------------------------------------------------ |
| Перемога  | Марк Керр         | Вільна   | Очкова перевага                      | 10:00 | 17 — 18 травня 2003 | Сан-Паулу, Бразилія | «ADCC 2003»                      |                                                              |
| Перемога  | Жан-Жак Машаду    | Вільна   | Очкова перевага                      | 10:00 | 11 — 13 квітня 2001 | Абу-Дабі, ОАЕ       | «ADCC 2001» (фінал)              | Виграв титул чемпіона світу у вільній ваговій категорії.     |
| Перемога  | Вітор Белфорт     | Вільна   | Очкова перевага                      | 10:00 | 11 — 13 квітня 2001 | Абу-Дабі, ОАЕ       | «ADCC 2001» (півфінал)           |                                                              |
| Перемога  | Саулу Рібейру     | Вільна   | Очкова перевага                      | 10:00 | 11 — 13 квітня 2001 | Абу-Дабі, ОАЕ       | «ADCC 2001» (чвертьфінал)        |                                                              |
| Перемога  | Роджер Нефф       | Вільна   | Підкорення (больовий прийом на ногу) | 4:50  | 11 — 13 квітня 2001 | Абу-Дабі, ОАЕ       | «ADCC 2001» (одна восьма фіналу) |                                                              |
| Перемога  | Рікарду Алмейда   | 88-99 кг | Очкова перевага                      | 10:00 | 11 — 13 квітня 2001 | Абу-Дабі, ОАЕ       | «ADCC 2001» (фінал)              | Виграв титул чемпіона світу у напівважкій ваговій категорії. |
| Перемога  | Йон Олав Ейнемо   | 88-99 кг | Очкова перевага                      | 10:00 | 11 — 13 квітня 2001 | Абу-Дабі, ОАЕ       | «ADCC 2001» (півфінал)           |                                                              |
| Перемога  | Ренату Собрал     | 88-99 кг | Очкова перевага                      | 10:00 | 11 — 13 квітня 2001 | Абу-Дабі, ОАЕ       | «ADCC 2001» (чвертьфінал)        |                                                              |
| Перемога  | Руслан Машуренко  | 88-99 кг | Очкова перевага                      | 10:00 | 11 — 13 квітня 2001 | Абу-Дабі, ОАЕ       | «ADCC 2001» (одна восьма фіналу) |                                                              |
| Перемога  | Джефф Монсон      | 88-99 кг | Очкова перевага                      | 10:00 | 1 — 3 березня 2000  | Абу-Дабі, ОАЕ       | «ADCC 2000» (фінал)              | Виграв титул чемпіона світу у напівважкій ваговій категорії. |
| Перемога  | Тіто Ортіс        | 88-99 кг | Очкова перевага                      | 10:00 | 1 — 3 березня 2000  | Абу-Дабі, ОАЕ       | «ADCC 2000» (півфінал)           |                                                              |
| Перемога  | Карім Баркалаєв   | 88-99 кг | Очкова перевага                      | 10:00 | 1 — 3 березня 2000  | Абу-Дабі, ОАЕ       | «ADCC 2000» (чвертьфінал)        |                                                              |
| Перемога  | Хіроміцу Канехара | 88-99 кг |                                      |       | 1 — 3 березня 2000  | Абу-Дабі, ОАЕ       | «ADCC 2000» (одна восьма фіналу) |                                                              |